# Osleni Guerrero

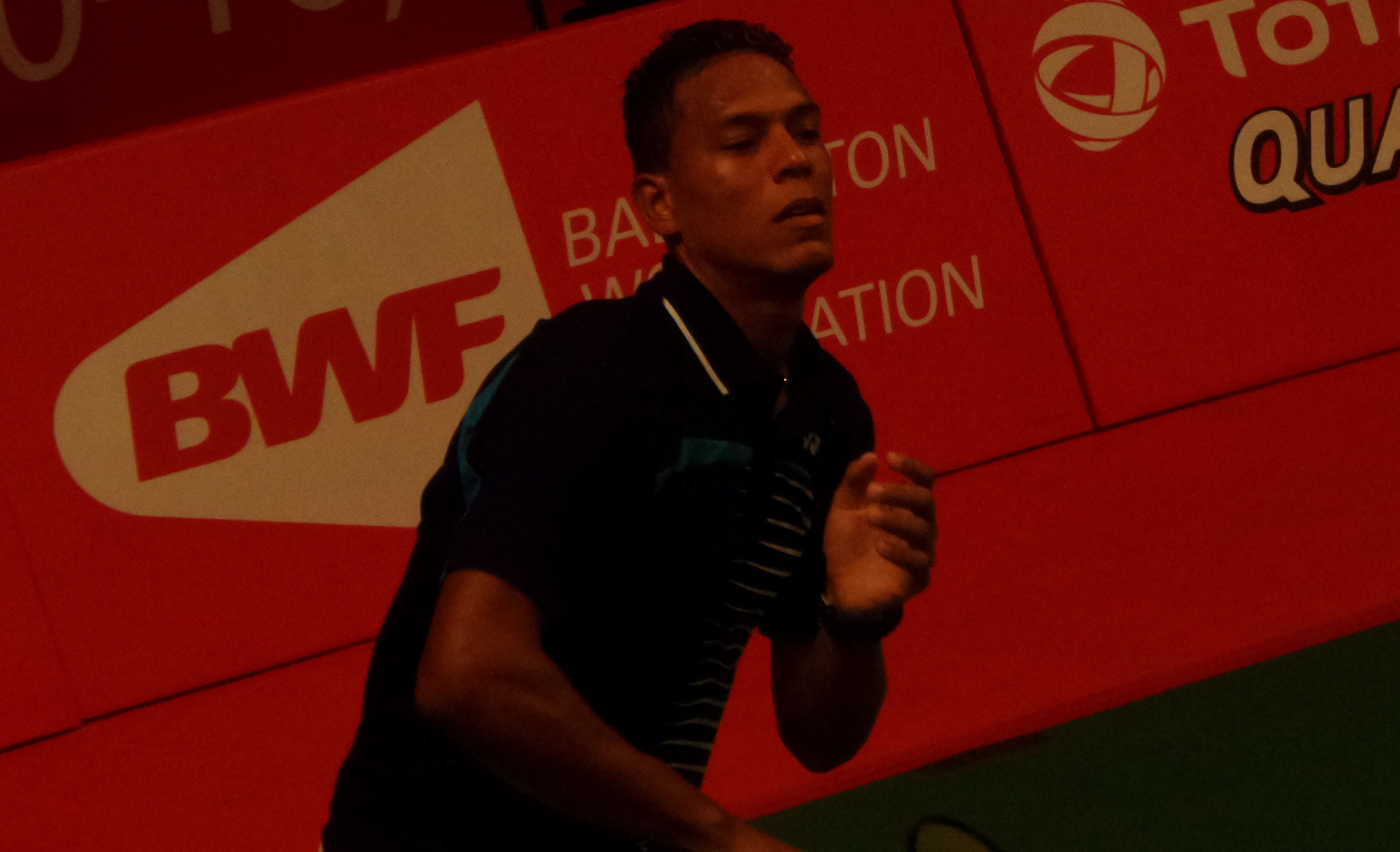
Osleni Guerrero, 2015

Osleni Guerrero Velazco (* 18. Oktober 1989 in Havanna) ist ein kubanischer Badmintonspieler. 

## Karriere
Osleni Guerrero sorgte 2011 mit Silber bei den Panamerikanischen Spielen für den bis dato größten Erfolg eines kubanischen Badmintonspielers. 2010 hatte er bereits die Mexico International und Giraldilla gewonnen. 2019 siegte er bei der Mexico Future Series.

## Sportliche Erfolge
| Saison | Veranstaltung           | Disziplin    | Platz | Name                            |
| ------ | ----------------------- | ------------ | ----- | ------------------------------- |
| 2010   | Giraldilla              | Herreneinzel | 1     | Osleni Guerrero                 |
| 2010   | Panamerikanische Spiele | Herreneinzel | 1     | Osleni Guerrero                 |
| 2011   | Panamerikanische Spiele | Herreneinzel | 2     | Osleni Guerrero                 |
| 2012   | Giraldilla              | Herreneinzel | 1     | Osleni Guerrero                 |
| 2012   | Venezuela International | Herreneinzel | 1     | Osleni Guerrero                 |
| 2012   | Venezuela International | Herrendoppel | 1     | Osleni Guerrero / Ronald Toledo |
| 2013   | Giraldilla              | Herreneinzel | 1     | Osleni Guerrero                 |
| 2013   | Mexico International    | Herreneinzel | 1     | Osleni Guerrero                 |
| 2013   | Suriname International  | Herreneinzel | 1     | Osleni Guerrero                 |